# Susan Chardy
Susan Chardy (de soltera Gossage) es una actriz y modelo británico-zambiana. Ganó el premio a la Mejor Actuación Revelación en los Premios de Cine Independiente Británico de 2024 por su papel en On Becoming a Guinea Fowl (2024).

## Primeros años
Nació en Zambia, pero cuando tenía unos 10 años se mudó para asistir a la escuela en Inglaterra. Ella todavía habla con fluidez el idioma bemba.

## Carrera
Ha trabajado como modelo para marcas como Rimmel London y L'Oréal. Realiza labores filantrópicas para el Fondo Mundial para la Infancia, del que es embajadora mundial, y para el Fondo Nelson Mandela para la Infancia del Reino Unido. Fundó la recaudación de fondos anual “Wimby Wednesday”.
Hizo su debut cinematográfico como Shula en la comedia negra escrita y dirigida por Rungano Nyoni, On Becoming a Guinea Fowl, que se estrenó en competencia en el Festival de Cine de Cannes en 2024. En las reseñas de su actuación se la describió como "moderada" y "que anclaba la película" con una "cara de póquer, serena".  Por este papel, ganó el premio British Independent Film Award en 2024 a la mejor actuación revelación y también fue nominada a mejor interpretación principal.

## Vida personal
Se casó con el tenista profesional Jérémy Chardy el 16 de septiembre de 2017, habiéndose comprometido en Zambia en 2016. Tienen un hijo.

## Filmografía
| Año  | Título                    | Papel | Notas                         |
| ---- | ------------------------- | ----- | ----------------------------- |
| 2024 | On Becoming a Guinea Fowl | Shula | Papel principal. Largometraje |